# Mundo de Tinieblas
Mundo de Tinieblas (a veces abreviado en «MdT», o WoD, por sus siglas en inglés: World of Darkness), es el nombre que reciben tres universos ficticios que aunque comparten nombre y algunas similitudes son editorialmente diferentes, aunque todos fueron creados para ambientar diferentes series editoriales de juegos de rol dirigidos al público adulto. El primero fue desarrollado por un equipo liderado por Mark Rein-Hagen, del White Wolf Gamming Studio, es con diferencia el más conocido y actualmente se denomina Mundo de Tinieblas Clásico (Classic World of Darkness). El segundo es el creado únicamente por la editorial White Wolf y ubica otro escenario de fantasía, el denominado Nuevo Mundo de Tinieblas. El tercero, Monte Cook's World of Darkness, es el escenario con mayor diferencia sobre los otros dos y fue desarrollado por el famoso diseñador del que toma su nombre, aunque representa una creación apenas marginal y muchos fanes no reconocen en este un tercer MdT sino más bien una escisión reseñable sobre la línea editorial. 
Exceptuando a Monte Cook's World of Darkness, que es un solo producto, cada edición de Mundo de Tinieblas emplaza diferentes juegos interrelacionados entre sí en mayor o menor medida.
Mundo de Tinieblas es un escenario de fantasía de horror personal, con una ambientación oscura, trágica y desesperanzadora sobre la que ya existen series de televisión, juegos de cartas y literatura de ficción además de los juegos de rol narrativos que lo iniciaron.

## Mundo de Tinieblas Clásico

### Ambientación
El Mundo de Tinieblas es una versión más oscura del mundo actual, en el que lo sobrenatural (magos, fantasmas, hombres lobo, vampiros y otros) existe oculto a ojos de la sociedad, mientras ésta pierde las esperanzas y se hunde en el abismo. Este mundo conspirativo y oscuro es denominado Gótico-Punk. Gótico por la oscuridad que cae sobre sus habitantes y su estética, punk por su actitud, pues reinan el conflicto y el caos en las calles.[cita requerida]

### Historia del producto
La primera ambientación se publicó en 1991 con el lanzamiento al mercado de Vampiro: la mascarada y aparentemente finalizó en 2004 con la publicación de La Hora del Juicio (time of judgement), en el que contaban algunos secretos finales y se daban varias pinceladas y aventuras opcionales para dirigir tus últimas crónicas en el fin de los tiempos, evitándolo, salvando el mundo, condenándolo o simplemente jugándolo como espectador. Los creadores catalogaron su producto dentro del género gótico-punk. Posteriormente, a partir del año 2011 y tras la desaparición de la editorial White Wolf el Mundo de Tinieblas Clásico ha sido adquirido por la editorial estadounidense Onyx Path y revitalizado con las ediciones 20 aniversario que dan comienzo con Vampiro: La Mascarada Edición 20 Aniversario (2011) que se publican a color en lugar de en blanco y negro.
Aunque los diferentes juegos de esta línea se consideraban universos autónomos, se podían encontrar interconexiones canónicas entre sus trasfondos. A pesar de eso el Mundo de Tinieblas contenía muchas discrepancias y contradicciones en las reglas y la cosmología de cada sistema (por ejemplo reglas con dificultades diferentes para hacer lo mismo en uno u otro juego). Algunos suplementos, por ejemplo Vampiro: Manual del Narrador trataban de pulir algunas de estas discrepancias permitiendo la interacción de los diferentes seres sobrenaturales aunque no se arreglaban las diferencias en las reglas o las contradicciones de trasfondo incluso dentro de un mismo juego. Eso continúa ocurriendo aunque a menor medida a día de hoy.
Con cada edición, las reglas y el mundo se fueron volviendo más caóticos por 2 motivos: Algunos diseñadores de juegos (como Hombre Lobo: El Apocalipsis) preferían las reglas de la segunda edición y en la edición revisada seguían apuntando en esa dirección, otros (como Vampiro: La Mascarada y Mago: La Ascensión) preferían actualizar el sistema a la edición Revisada cambiando varias cosas y otros (como Wraith: El Olvido y Changeling: El Ensueño) jamás tuvieron edición revisada por lo que para jugar con estos personajes o utilizarlos en la crónica había que seguir utilizando las reglas de segunda edición que, aunque compatibles y muy parecidas, cambiaban en algunas cosas. En lo que se refiere al mundo, muchos escritores no gustaban de revisar el material anterior, por lo que no paraban de crear material nuevo sin tener en cuenta a menudo lo previamente publicado (por ejemplo las profundas contradicciones entre San Francisco Nocturno y Los Ángeles Nocturno al describir las demás ciudades de California y sus habitantes sobrenaturales, entre muchos otros). Al final, le tocaba a cada narrador la tarea de interpretar y combinar las reglas de cada sistema y pulir las contradicciones de trasfondo como más le gustase.
Desde el año 2011 el Mundo de Tinieblas Clásico vuelve a estar en auge con las publicaciones 20 aniversario y aunque se han revisado las reglas del sistema narrativo por el momento sigue sin aparecer un libro de reglas conjunto para todos los juegos que amplíe las reglas básicas y el equipo presentadas en cada uno de ellos.
Y a pesar de todo las ventas siguen siendo espectaculares y a este respecto este sigue siendo el Mundo de Tinieblas preferido por los fanes.
Existen bastantes productos asociados basados en el Mundo de Tinieblas Clásico incluyendo dados, cartas coleccionables (Vampire: The Eternal Struggle (1994), videojuegos (Vampire: The Masquerade – Redemption (2000) y Vampire: The Masquerade - Bloodlines (2004)), y numerosas novelas. En 1996, se emitió una serie de televisión de 8 episodios basada en Vampiro: La Mascarada titulada Kindred: The Embraced (en España Secta de sangre), fue producida por Aaron Spelling para la Fox Broadcasting Company y en 2014 ha empezado a producirse otra con participación española que no está doblada al español titulada Judas Goat. Algunos aficionados españoles hicieron otra ambientada en Mago: La Ascensión titulada Paradigma, rodada únicamente en catalán.
El Mundo de Tinieblas clásico ha ganado varios premios: 
- En 1992 Vampiro: la mascarada ganó el premio Origins al mejor conjunto de reglas de Rol de 1991. Dado el éxito del original se amplió el Mundo de Tinieblas Clásico con otros juegos basados en diferentes seres sobrenaturales como Hombre lobo: el apocalipsis y Mago: la ascensión.[cita requerida]
- En 1996 la segunda edición de Mago: La Ascensión ganó el premio Origins al mejor conjunto de reglas de rol de 1995 lo que incrementó el éxito y el prestigio del Mundo de Tinieblas Clásico y afianzó esta edición como la mejor que se ha publicado de Mago hasta la fecha. Este premio supuso el empujón definitivo para la publicación de más juegos de rol que utilizan la segunda edición de las reglas del sistema narrativo (storyteller system), que son las que utiliza el Mundo de Tinieblas clásico.[cita requerida]
- En 2015 Vampiro: La Mascarada edición 20 aniversario ganó el premio poliedro al mejor producto del año 2014 en español.[cita requerida]

### Juegos y publicaciones
En su día White Wolf (hoy Onyx Path) desarrolló los siguientes juegos ambientados en el Mundo de Tinieblas:
- Vampiro: la mascarada (1991, 1992, 1998, 2011), que trata sobre los vampiros.
- Hombre lobo: el apocalipsis (1992, 1994, 2000, 2013), que trata sobre los hombres lobo y los otros cambiantes.
- Mago: la ascensión (1993, 1995, 2000), que trata sobre los magos y hechiceros.
- Wraith: el olvido (1994, 1996) y Orpheus (2003), que trata sobre los fantasmas, espectros, resucitados y aquellos que perciben cosas del más allá.
- Changeling: el ensueño (1995, 1997), que trata sobre las hadas luminosas y oscuras.
- Momia: la resurrección (1992, 1997,2001), que trata sobre las momias. No incluye las reglas del sistema narrativo y es necesario poseer cualquiera de los demás juegos para jugar.
- Cazador: la venganza (1999), que trata sobre los cazadores o imbuidos, humanos que han recibido poderes de una fuente desconocida para combatir lo sobrenatural.
- Demonio: la caída (2002), que trata sobre los demonios.

Cada uno corresponde a un manual básico del juego que incluye la ambientación y las reglas para poder jugar. Existen además una serie de expansiones que describen más en profundidad lugares geográficos (por ejemplo Chicago Nocturno y Rabia en Nueva York), ciertos tipos de personajes (por ejemplo Estirpe de Oriente y Tecnocracia: Iteración X), la ambientación (por ejemplo La Guía del Sabbat y El Libro del Wyrm), aventuras listas para jugar (por ejemplo Factor Caos y Ojos Inmortales: La Casa de los Juguetes), etc. En paralelo a estas líneas se desarrollaron algunos derivados históricos: Estos incluyen:
- Vampiro: Edad Oscura (1996, 2002, 2015). Ambientado fundamentalmente en Europa y Oriente Medio durante la Edad Media o Edad Oscura.
- Hombre Lobo: Edad Oscura (1999, 2003). Igualmente ambientado en Europa y Oriente Medio durante la Edad Media o Edad Oscura y que no incluye en su interior las reglas del Sistema Narrativo para poder jugar por lo que no deja de ser una expansión de Vampiro: Edad Oscura u Hombre Lobo: El Apocalipsis.
- Hombre Lobo: Salvaje Oeste (1997). Ambientado en Estados Unidos y México durante la conquista del Salvaje Oeste (siglo XIX)
- Vampiro: Edad Victoriana(2002). Paralelo a Hombre Lobo Salvaje Oeste pero ambientado fundamentalmente en Gran Bretaña y su Imperio (siglo XIX). No incluye en su interior las reglas del Sistema Narrativo para poder jugar por lo que no deja de ser una expansión de Hombre Lobo: Salvaje Oeste o Vampiro: La Mascarada.
- Mago: la cruzada (1998). Ambientado en el Renacimiento europeo. (Siglos XV y XVI).
- Wraith: The Great War (1999). Ambientado en la primera mitad del siglo XX, durante la Primera Guerra Mundial o Gran Guerra (y tras finalizar). Nos cuenta otra gran guerra paralela a la de las Tierras de la Piel que tiene lugar en la Tierra de las Sombras. Las víctimas de la violencia de la Legión Sonriente aumentan su número consecuencia de la guerra por lo que el Señor Sonriente (con el apoyo de su legión y de la Legión Esmeralda) da un golpe de Estado tomando el poder en La Jerarquía, lo que lleva a otra Gran Guerra allí. A la vez el Cuarto Gran Maelstrom se extiende. No incluye en su interior las reglas del Sistema Narrativo para poder jugar por lo que no deja de ser una expansión de Wraith: El Olvido. Este libro no se ha traducido al español.
- Edad Oscura: Vampiro (2002) fue la segunda edición de Vampiro: Edad Oscura. El juego cambió de nombre (hasta la edición 20 aniversario en la que vuelve a llamarse Vampiro: Edad Oscura) y en esa época tuvo varias expansiones. Estas expansiones a su vez son derivados de algunos juegos de la Edad Contemporánea y para jugar es necesario tener el libro Edad Oscura: Vampiro porque es el único en el que figuran las reglas del sistema narrativo. Son los siguientes:
  - Edad Oscura: Hombre Lobo (2003).
  - Edad Oscura: Mago (2002)
  - Edad Oscura: Hadas (2004)
  - Edad Oscura: Inquisidor (2002)
  - La Deuda del Diablo (2004).

Adicionalmente, White Wolf compró los derechos del juego Ars Magica, e inicialmente la editorial publicó la tercera edición de dicho juego introduciendo cambios para integrarlo al universo de Mundo de Tinieblas. Posteriormente White Wolf vendió los derechos a la editorial Atlas Games que eliminó las alteraciones publicando una nueva edición del juego y hoy esos libros ya no son consideradas dentro del canon oficial del Mundo de Tinieblas Clásico.
Un caso diferente fue el del juego de rol Exaltado, que se promocionó como si fuese el pasado mítico del Mundo de Tinieblas, y que inicialmente estaba muy relacionado con la mitología de Cazador: La Venganza y con la de los libros del Mundo de Tinieblas Clásico relacionados con Asia, que son Vampiro: Estirpe de Oriente, Hengueyokai: Cambiaformas de Oriente, Dragons of the East, El Reino Oscuro de Jade y La Tierra de los Ocho Millones de Sueños. Tras la publicación de La Hora del Juicio que durante varios años parecía el final del Mundo de Tinieblas Clásico ambas líneas se divorciaron y hoy en día los libros de Exaltado tampoco son considerados dentro del canon oficial del Mundo de Tinieblas Clásico.
Además, durante algunos años White Wolf definió un tema anual sobre el que se enfocarían bastantes de los productos que se publicarían durante esa temporada, que abarcaba todo el año; así por ejemplo, en 2001, para todos los juegos del Mundo de Tinieblas Clásico, se publicaron suplementos enfocados a Egipto, cuando le tocó el turno al tema "El Año Del Escarabajo", por ejemplo El Cairo Nocturno (para Vampiro: La Mascarada), Rabia sobre Egipto (para Hombre Lobo: El Apocalipsis), Sendas Perdidas (para Mago: La Ascensión), Momia: La Resurrección, Guerra Santa (para Cazador: La Venganza), El Velo de la Noche (para Vampiro: Edad Oscura) y la trilogía de novelas del Año del Escarbajo.
| Año  | Nombre del año          | Tema                                                                           |
| ---- | ----------------------- | ------------------------------------------------------------------------------ |
| 1996 | Año del Cazador         | Grupos de mortales intentando recuperar la noche                               |
| 1997 | Año del Aliado          | Los mortales se alían con lo subrenatural                                      |
| 1998 | Año del Loto            | Seres sobrenaturales de Asia                                                   |
| 1999 | Año de la Venganza      | Empieza la línea de Cazador: la venganza                                       |
| 2000 | Año de las Revelaciones | Secretos de lo antiguo                                                         |
| 2001 | Año del Escarabajo      | Reinicio de Momia: la resurrección e información de Egipto en todas las líneas |
| 2002 | Año de los Condenados   | Inicia Demonio: la caída                                                       |
| 2004 | La Hora del Juicio      | El fin del mundo                                                               |

### Final y nuevo principio del Mundo de Tinieblas Clásico (La Hora del juicio y las ediciones 20 aniversario)
A finales del año 2003 White Wolf anunció que iba a detener la publicación de nuevos libros para el Mundo de Tinieblas Clásico y que iba a publicar el final de la metatrama en una serie de productos denominados La Hora del Juicio (Time of Judgment). Este evento es descrito desde la perspectiva de los diferentes seres sobrenaturales en cuatro suplementos: Gehenna (para Vampiro: la mascarada), Apocalipsis (para Hombre lobo: el apocalipsis), Ascensión (para Mago: la ascensión) y La Hora del juicio (para cubrir los juegos menos populares de la editorial: Changeling: El Ensueño, Cazador: La Venganza y Demonio: la caída). 
Además, dentro de las expansiones que existieron en el Mundo de Tinieblas Clásico que no eran juegos de rol en sí mismas pero que tenían sus propias tramas y tipos de personajes diferenciados del resto (por ejemplo Kindred of the Ebony Kingdom que se centraba en los vampiros del África negra) únicamente dos de ellas fueron lo suficientemente importantes para tener su propio final en el libro La Hora del Juicio: Vampiro: Estirpe de Oriente y Momia: La Resurrección.
Wraith: El Olvido y Orpheus habían tenido previamente sus propios y soberbios finales en Ends of Empire y End Game respectivamente.
Haciendo esto, la editorial cumplía con la promesa existente desde el inicio del Mundo de Tinieblas con Hombre lobo: el apocalipsis con el Apocalipsis que da título al juego, y con el concepto de Gehenna para Vampiro: la mascarada; así como otros elementos en los diferentes juegos ambientados en Mundo de Tinieblas, que mencionaban el «fin del mundo» de una u otra manera. Las novelas derivadas del juego, concluyeron también la trama de manera oficial.
Posteriormente, en el año 2011 los antiguos empleados de White Wolf que han acabado convirtiendo en la editorial Onyx Path deciden lanzar al mercado una revisión del juego para celebrar el 20 aniversario, creando un manual corregido y revisado que además reúne en sus más de 500 páginas cerca de 20 antiguos libros de líneas de sangre, ambientación, etc. En España, Nosolorol Ediciones y La Biblioteca Oscura se hacen con los derechos de publicación, y tras un exitoso micromecenazgo que finaliza en junio de 2014, se lanza al mercado. A partir de este juego se han publicado otras ediciones 20 aniversario del resto de las líneas del Mundo de Tinieblas Clásico como Hombre Lobo: El Apocalipsis 20 aniversario y Vampiro: Edad Oscura 20 aniversario y poco a poco, a medida que va llegando el 20 aniversario de cada una de las líneas se va preparando un nuevo micromecenazgo para poder publicarlo. Estas ediciones ignoran el final del Mundo de Tinieblas Clásico, es decir, la hora del juicio, dándose por sentado que aún no ha sucedido y abriéndose la posibilidad en Hombre Lobo: El Apocalipsis 20 aniversario con el Noveno Signo de la profecía del Fénix de que de suceder dicho fin del mundo podría ser de otra forma a como se nos contó.

## Nuevo Mundo de Tinieblas
El 21 de agosto de 2004 White Wolf publicó una nueva línea de Mundo de Tinieblas, algunas veces llamado nMdt o nuevo Mundo de Tinieblas. Aunque superficialmente similar a su predecesor, el tema principal esta puesto en el horror personal y a lo desconocido. Muchos detalles del escenario han quedado con una explicación intencionalmente vaga; adicionalmente, el tema del «fin del mundo» destaca por su ausencia.

### Sistema de juego
Para garantizar la integridad entre los diferentes juegos que serían ambientados en el Mundo de Tinieblas, la editorial decidió que en lugar de reimprimir las reglas con cada suplemento, se publicarían las reglas básicas, comunes a todos los juegos en un libro titulado con el nombre del escenario: Mundo de Tinieblas. El libro contiene todas las reglas necesarias para crear personajes humanos y fantasmas así como material no específico de los juegos; establece los elementos de ambientación necesarios para jugar con humanos como protagonistas.
El libro de reglas del Mundo de Tinieblas, recibió el premio Origins Gamers' Choice en 2004.
Fue escrito por Bill Bridges, Rick Chillot, Ken Cliffe y Mike Lee y en el equipo de diseño estuvieron Justin Achilli, Andrew Bates, Philippe Boulle, Carl Bowen, Bill Bridges, Conrad Hubbard, Mike Lee, Chris McDonough, Matthew McFarland, Ethan Skemp, Richard Thomas, Mike Tinney, Stephan Wieck, Stewart Wieck y Fred Yelk.

### Publicaciones

#### Juegos principales
Los tres juegos principales del escenario son:
- Vampiro: el requiem (publicado en 21 de agosto de 2004, junto con el libro de reglas del Mundo de Tinieblas)
- Hombre lobo: el exilio (publicado el 14 de marzo de 2005)
- Mago: el despertar (publicado el 29 de agosto de 2005)

#### Series limitadas
Adicionalmente a los tres juegos principales, habrá un juego nuevo cada año. La lista de dichos juegos incluye:
- Promethean: The Created publicado el 11 de agosto de 2006, basado en la novela Frankenstein y en mitos similares.
- Changeling: The Lost, publicado el 16 de agosto de 2007, basado en las hadas tradicionales del folclore europeo, donde estos seres secuestran personas.
- Hunter: The Vigil publicado el 15 de agosto de 2008. Similar en temática a Cazador: la venganza, trata de personas normales, conscientes de lo paranormal.
- Geist: The Sin-Eaters publicado el 19 de agosto de 2009. Trata sobre mortales que tienen experiencias cercanas a la muerte y pactan con un Geist, un dios de la Muerte, volviendo con la capacidad de escuchar y ver a los muertos

Se han publicado suplementos generales al Mundo de Tinieblas, que pueden abarcar todos los juegos ambientados en el escenario:
- Ghost Stories (noviembre de 2004)
- Antagonists (diciembre de 2004)
- Mysterious Places (junio de 2005)
- Chicago (diciembre de 2005)
- Armory (enero de 2006)
- Second Sight (abril de 2006)
- Shadows of the UK (junio de 2006)
- Skinchangers (julio de 2006)
- Tales from the 13th Precinct (julio de 2006)
- Shadows of Mexico (octubre de 2006)
- Urban Legends (abril de 2007)
- Book of Spirits (mayo de 2007)
- Monte Cook's World of Darkness (agosto de 2007)
- Asylum (agosto de 2007)
- Reliquary (septiembre de 2007)
- Changing Breeds (octubre de 2007)
- Midnight Roads (febrero de 2008)
- Innocents (abril de 2008)
- Dogs of War (junio de 2008)
- Mirrors (julio de 2010)

## Monte Cook's World of Darkness
Publicado en el año 2007, Monte Cook's World of Darkness es un producto independiente de la línea original de Mundo de Tinieblas; una reinterpretación personal del autor a pedido de White Wolf. Utiliza el sistema d20 para la mecánica del juego.

## World of Darkness MMORPG
La fusión entre Crowd Control Productions (CCP Games) y White Wolf, Inc. fue anunciada en el festival anual para fanes del videojuego Eve Online en Reikiavik, Islandia, en noviembre de 2006. Como parte del acuerdo, se anunció que sería creado un MMORPG basado en el universo de Mundo de Tinieblas y que dicho desarrollo se prolongaría durante 4 o 5 años.
En enero de 2008 se programó el desarrollo completo de World of Darkness MMORPG, que estaba previsto que comenzara en marzo de 2009, tras la última expansión de Eve Online. En agosto de 2009 fue confirmado por fuentes oficiales -el sitio web oficial de CCP- que el título estaba en desarrollo.
Su lanzamiento estaba previsto para finales de 2010 o principios de 2011.

## Mundo de Tinieblas en español
La primera edición del primer juego de rol de Mundo de Tinieblas, Vampiro: la mascarada, fue traducida por primera vez al español en 1993 por la editorial barcelonesa Diseños Orbitales. En muy poco tiempo la editorial madrileña La Factoría de Ideas obtuvo los derechos de traducción y publicación de los juegos de White Wolf y en 1994 fue ella quien publicó la segunda edición en español de Vampiro: la mascarada. A partir de ese año inició una amplia labor de traducción de los juegos de rol ambientados en Mundo de Tinieblas que hizo que se formara una nutrida comunidad mundial de jugadores hispanohablantes aficionados a este universo de ficción. La lista siguiente enumera los juegos de rol de Mundo de Tinieblas traducidos al español por La Factoría de Ideas (lista no exhaustiva, los años entre paréntesis indican el año de la edición española y no el de la edición original estadounidense):
- Vampiro: la mascarada[6] (segunda edición, 1994)
- Hombre lobo: el apocalipsis[7] (1995, nótese que en 2001 La Factoría de Ideas tradujo y publicó la edición revisada y conocida popularmente como Hombre lobo revisado)[8]
- Mago: la ascensión[9] (1996)
- Changeling: el ensueño[10] (1997)
- Wraith: el olvido[11] (1997)
- Hombre lobo: Salvaje Oeste[12] (1998)
- Mago: la cruzada[13] (1999)
- Vampiro: la mascarada[14] (segunda edición revisada, 1999)
- Cazador: la venganza[15] (2001)
- Momia: la resurrección[16] (2002)
- Edad Oscura: Vampiro[17] (2003)
- Demonio: la caída[18] (2003)
- Vampiro: el requiem[19] (2004)
- Hombre lobo: el exilio[20] (2005)
- Mago: el despertar[21] (2006)

Actualmente, Biblioteca Oscura y Nosolorol Ediciones están editando y publicando al español las ediciones 20º Aniversario.